# Vert (Yvelines)
Vert ist eine Gemeinde in der Île-de-France in Frankreich. Sie gehört zum Département Yvelines, zum Arrondissement Mantes-la-Jolie und zum Kanton Bonnières-sur-Seine. Sie grenzt im Norden an Soindres, im Nordosten an Auffreville-Brasseuil, im Osten an Breuil-Bois-Robert, im Süden an Villette, im Südwesten an Boinvilliers und im Westen an Flacourt. Die Bewohner nennen sich Vertois.

## Bevölkerungsentwicklung
| Jahr      | 1962 | 1968 | 1975 | 1982 | 1990 | 1999 | 2007 | 2014 | 2021 |
| --------- | ---- | ---- | ---- | ---- | ---- | ---- | ---- | ---- | ---- |
| Einwohner | 374  | 417  | 636  | 778  | 768  | 737  | 776  | 821  | 851  |

## Sehenswürdigkeiten

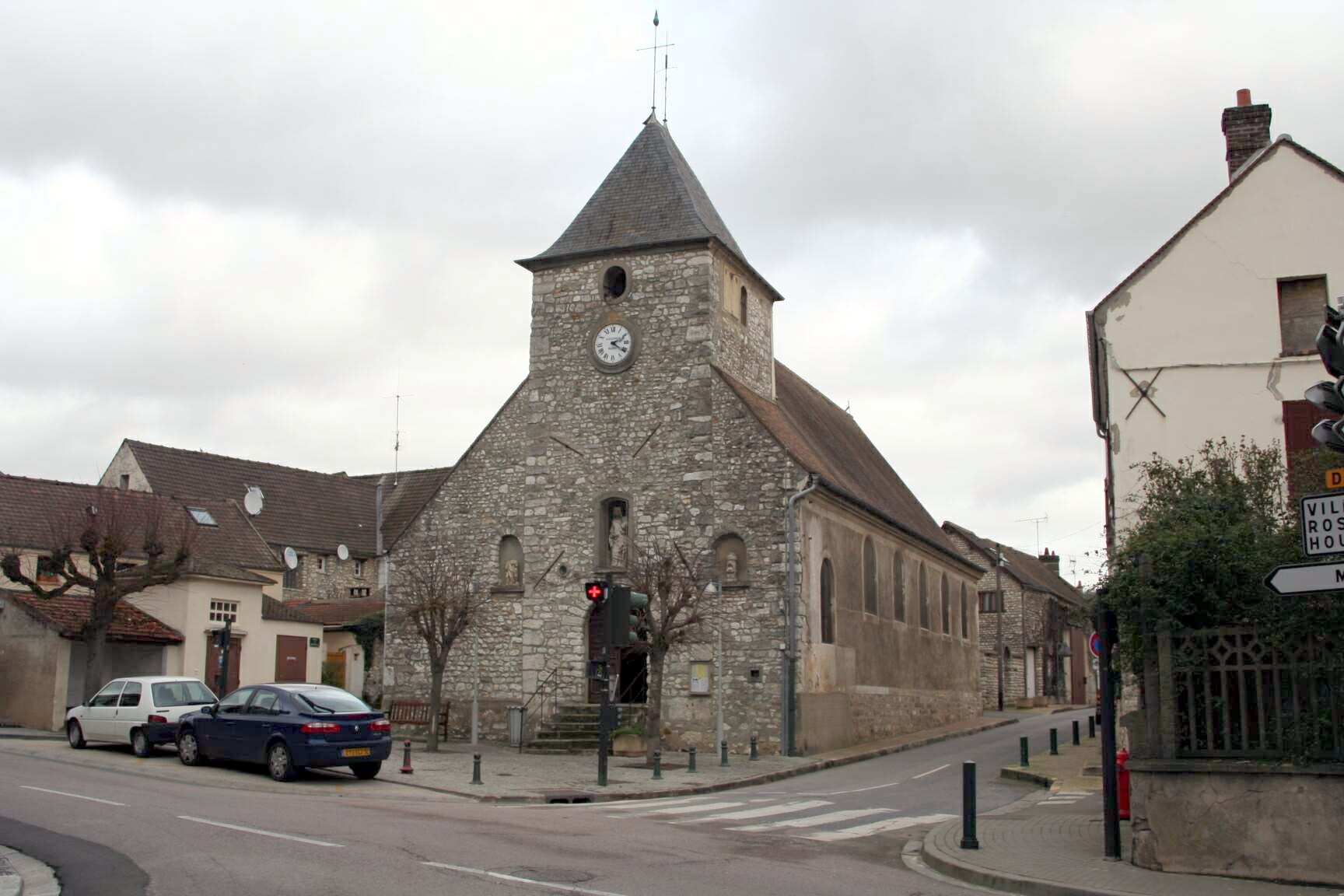
Kirche Saint-Martin
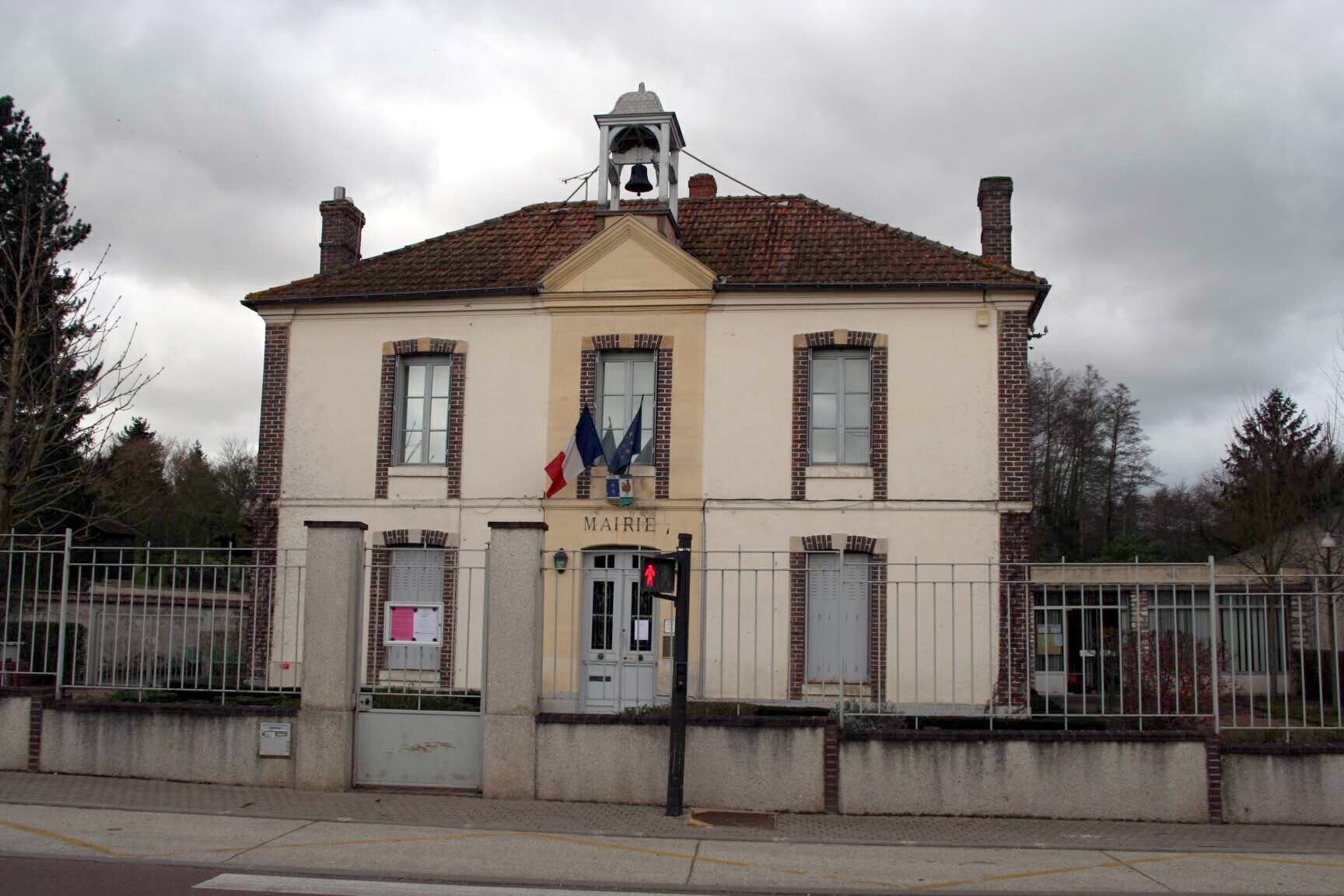
Mairie
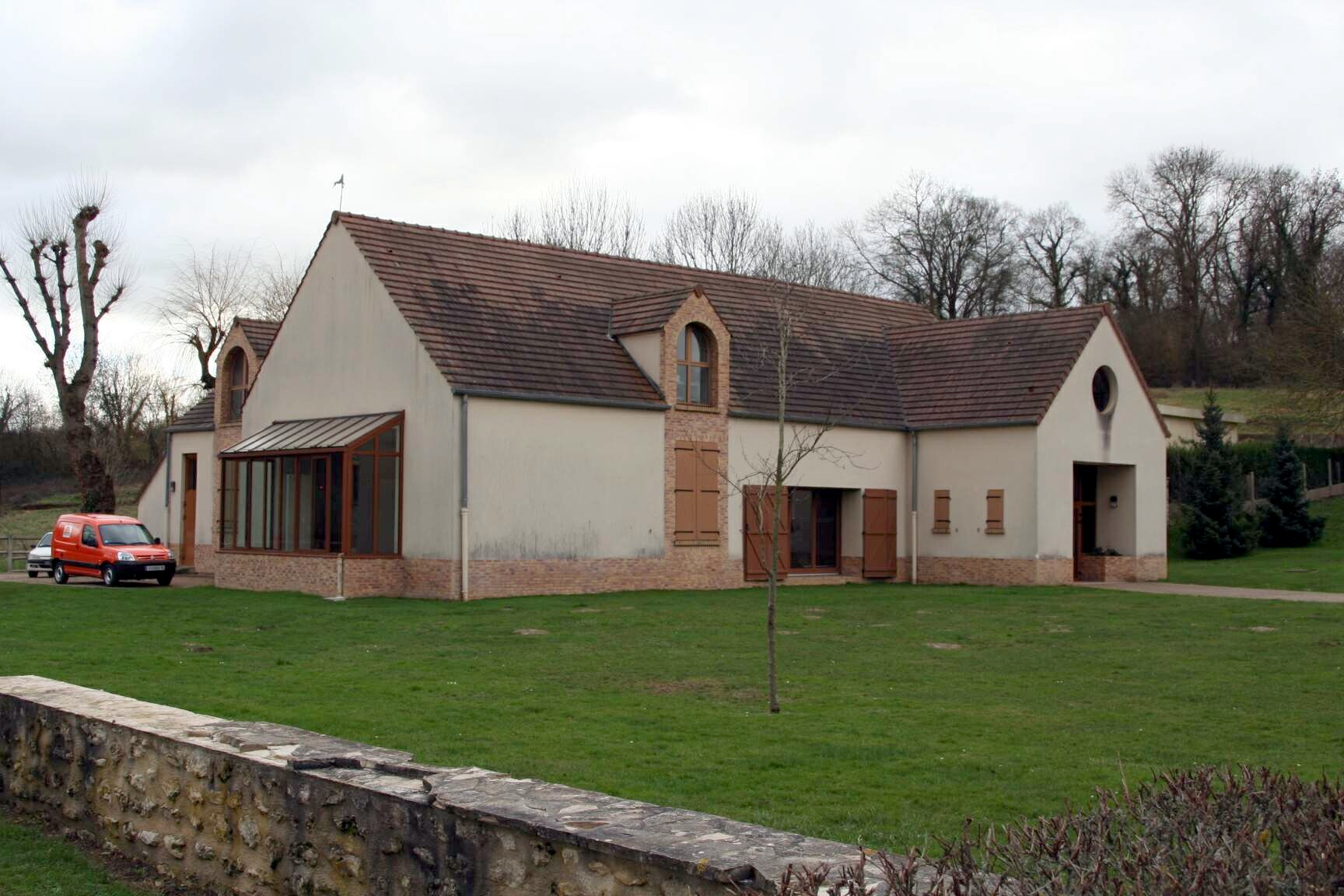
Festsaal

- Kirche Saint-Martin
- Mairie
- Festsaal